# Station Kosiorki
Station Kosiorki is een spoorwegstation in de Poolse plaats Borki-Kosiorki.